# كلايتون بالمر
كلايتون بالمر (14 يوليو 1885 - 11 أبريل 1956) (بالإنجليزية: Clayton Palmer)‏ هو لاعب كريكت بريطاني (وحمل سابقاً جنسية المملكة المتحدة لبريطانيا العظمى وأيرلندا).